# Erioptera fossarum
Erioptera fossarum är en tvåvingeart som först beskrevs av Friedrich Hermann Loew 1873.  Erioptera fossarum ingår i släktet Erioptera och familjen småharkrankar. Inga underarter finns listade i Catalogue of Life.